# Pizzaccio
Il Pizzaccio (2.589 m s.l.m. - detto anche Pizasc) è una montagna della Valchiavenna nelle Alpi Lepontine.

## Descrizione
Si trova lungo il confine tra l'Italia (in provincia di Sondrio nel comune di Gordona) e la Svizzera (nel Canton Grigioni nel comune di Soazza) e si staglia sopra il Passo della Forcola, che separa i due stati. Il monte è chiuso a sud-ovest dal Piz della Forcola, ad est dal Monte Mater e a nord dal Piz Campanin. Come punto di appoggio alla salita si può utilizzare il bivacco Rifugio Forcola che si può raggiungere a piedi da Voga di Menarola.

## Galleria d'immagini

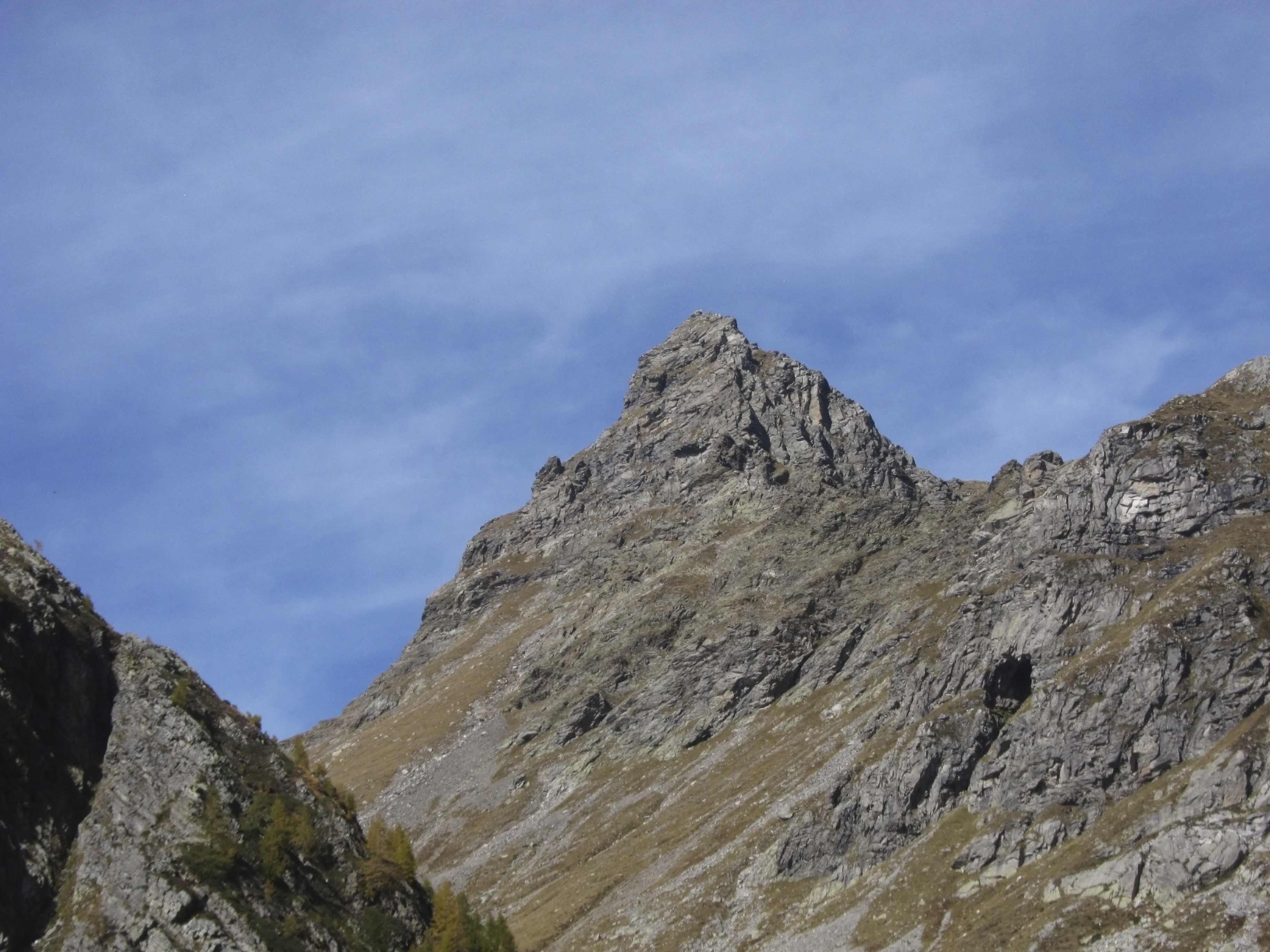
Il Pizzaccio visto dall'Alpe Forcola
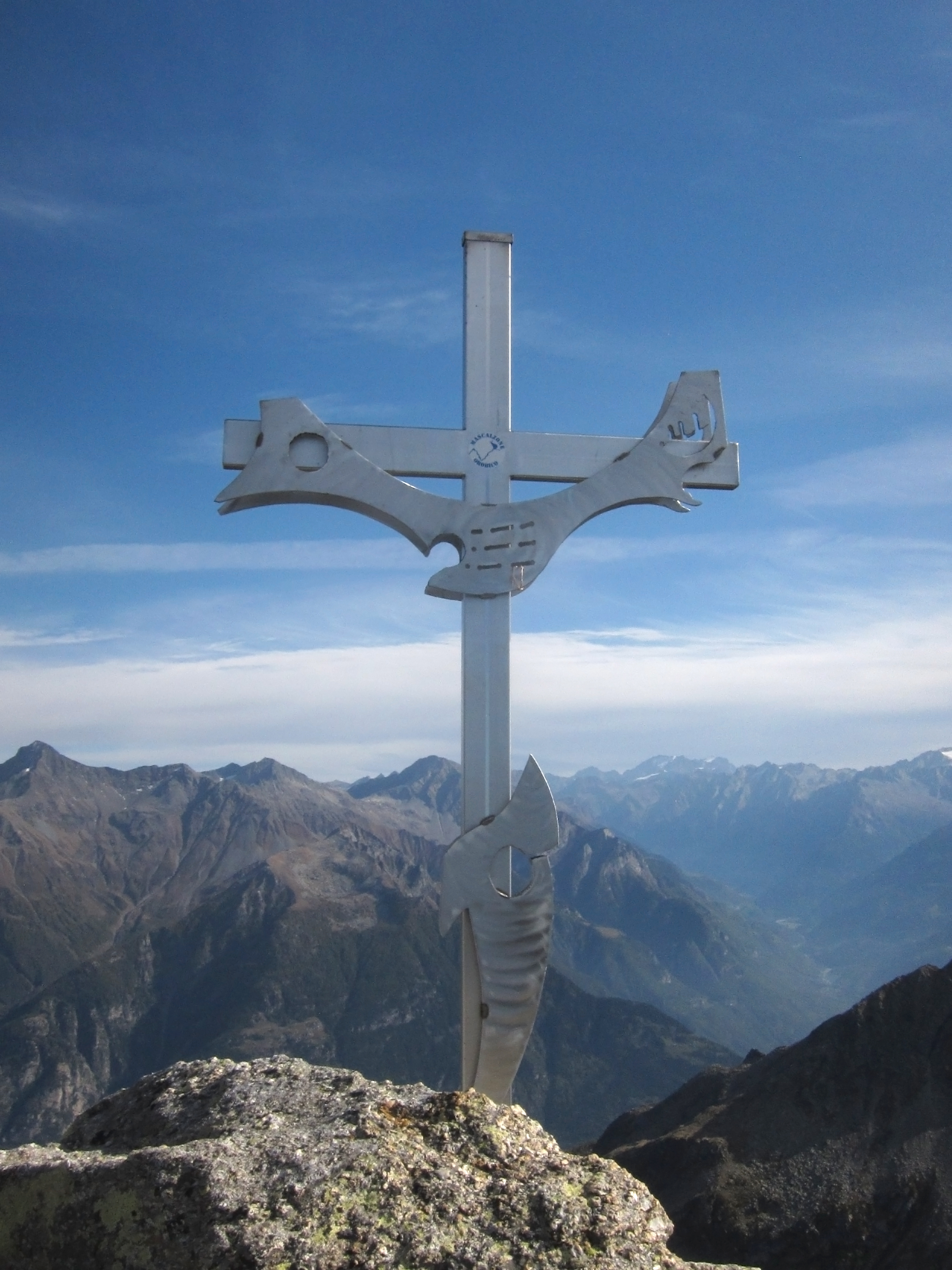
La croce di vetta del Pizasc
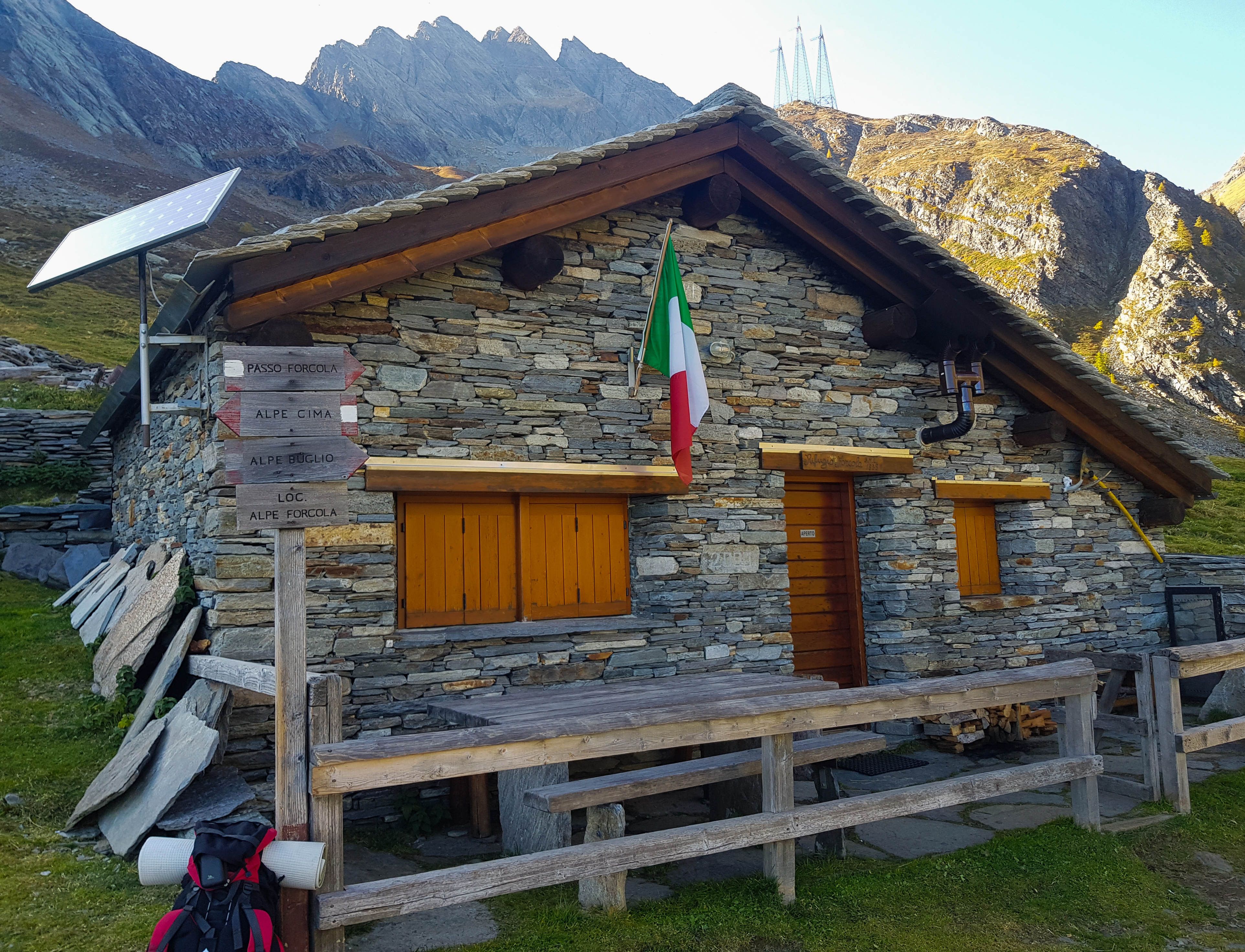
Il Rifugio Forcola